# جماعت الفقرا
جماعت الفقرا (عربی: جماعة الفقراء) یا جامعه فقیر، سازمان مسلمانان عمدتاً آفریقایی - آمریکایی مستقر در پاکستان و ایالات متحده است. برخی از حدود ۳۰۰۰ عضو این سازمان برنامه‌های مختلف خشونت را برنامه‌ریزی می‌کنند، که اغلب شبیه به فرقه می‌باشد. دو نفر از اعضای الفقرا به توطئه قتل رشاد خلیفه در سال ۱۹۹۰ محکوم شدند، و برخی دیگر از این گروه ادعا می‌شود که در ترور رهبر احمدیه، مظفر احمد در سال۱۹۸۳ دست داشته‌اند.
در گزارش الگوهای تروریسم جهانی در سال ۱۹۹۹ توسط وزارت امور خارجه ایالات متحده این گروه به عنوان یک سازمان تروریستی دسته‌بندی شد. این سازمان با دو گروه جلودار عمل می‌کند:
- مسلمانان آمریکایی،
- و دانشگاه آزاد قرآن.[۷]

آن‌ها همچنین در کانادا، و کارائیب نیز شناخته شده هستند و فعالیت می‌کنند.
این گروه جدایی طلب است و توسط مؤسسه یادبود ملی پیشگیری از تروریسم (MIPT) و مشخصات مشابه در پایگاه پورتال تروریسم جنوب آسیا به عنوان یک فرقه توصیف شده‌است.

## فعالیت‌ها
هرچند برخی از اعضای این گروه متهم به ترور و سایر اقدامات تروریستی در دهه ۱۹۸۰ و بعد از آن بوده‌اند و برخی از اعضای آن به اتهام توطئه برای قتل درجه یک درجهان و دیگر جنایات متهم شده‌اند. الفقرا توسط ایالات متحده یا اتحادیه اروپا به عنوان یک گروه تروریستی شناخته نشده‌است. این گروه در گزارش سال ۱۹۹۹ توسط وزارت امور خارجه ایالات متحده در فهرست سازمان‌های تروریستی در گزارش الگوهای تروریسم جهانی گنجانده شد.
این گروه در پاکستان ممنوع شده‌است.
جماعت الفقرا در بمبگذاری برنامه‌ریزی شده یک معبد هندو در تورنتو کانادا در سال ۱۹۹۱ دست داشته‌است.

## بمب‌گذاری هتل راینیش
در ۲۹ ژوئیه ۱۹۸۳، استفان پل پاستر، یکی از اعضای الفقرا، بمبی را در هتل راینیش، یک هتل در پورتلند، اورگن، کار گذاری کرد. این هتل در جنوب غرب خیابان ۱۱ و خیابان اصلی واقع شده‌است و متعلق به گروه مذهبی راینیش بود و کلوب شبانه زوربا بودا نیز در آن محل قرار داشت. پاستر چندین بمب و ناپالم خانگی را در اتاق هتل قرار داده بود، اما یکی از بمب‌ها در دستان او در حالی که او آن را در میان ناپالم قرار می‌داد منفجر شد.
پاستر تقریباً بلافاصله پس از انفجار بمب دستگیر شد، زیرا او یکی از دو نفری بود که در انفجاری که ساعت ۱:۲۳ صبح بوقوع پیوسته بود زخمی شده بود. پس از تخلیه هتل دو انفجار دیگر در ساعت ۳ صبح رخ داد. پاستر به دلیل آتش‌سوزی که بر اثر انفجار بوقوع پیوست مجروح شده بود. پاستر مبلغ ۲۰٬۰۰۰ دلار را به عنوان ضمانت قرارداد ولی از اورگان فرار کرد و در ژوئن ۱۹۸۴ در انگلوود، کلرادو دستگیر شد. در نوامبر سال ۱۹۸۵، پاستر توسط یک قاضی به ۲۰ سال زندان محکوم شد.